# Гантс-Пойнт (Вашингтон)
Гантс-Пойнт (англ. Hunts Point) — місто (англ. town) в США, в окрузі Кінг штату Вашингтон. Населення — 457 осіб (2020).

## Географія
Гантс-Пойнт розташований за координатами 47°38′33″ пн. ш. 122°13′39″ зх. д. / 47.64250° пн. ш. 122.22750° зх. д. (47.642430, -122.227432).  За даними Бюро перепису населення США в 2010 році місто мало площу 0,78 км², з яких 0,76 км² — суходіл та 0,02 км² — водойми.

## Демографія
Згідно з переписом 2010 року, у місті мешкали 394 особи в 151 домогосподарстві у складі 124 родин. Густота населення становила 508 осіб/км².  Було 181 помешкання (233/км²).
Расовий склад населення:
| - 80,2 % — білих - 10,9 % — азіатів - 1,3 % — чорних або афроамериканців - 0,5 % — корінних американців |

До двох чи більше рас належало 7,1 %. Частка іспаномовних становила 0,5 % від усіх жителів.
За віковим діапазоном населення розподілялося таким чином: 23,1 % — особи молодші 18 років, 52,5 % — особи у віці 18—64 років, 24,4 % — особи у віці 65 років та старші. Медіана віку мешканця становила 49,5 року. На 100 осіб жіночої статі у місті припадало 116,5 чоловіків;  на 100 жінок у віці від 18 років та старших — 107,5 чоловіків також старших 18 років.
Середній дохід на одне домашнє господарство  становив 363 590 доларів США (медіана — 180 000), а середній дохід на одну сім'ю — 382 121 долар (медіана — 193 125). За межею бідності перебувало 7,5 % осіб, у тому числі 4,9 % дітей у віці до 18 років та 14,4 % осіб у віці 65 років та старших.
Цивільне працевлаштоване населення становило 208 осіб. Основні галузі зайнятості: фінанси, страхування та нерухомість — 23,1 %, науковці, спеціалісти, менеджери — 22,6 %, освіта, охорона здоров'я та соціальна допомога — 19,2 %.